# Reserva de Desenvolvimento Sustentável Estadual Ponta do Tubarão
A Reserva de Desenvolvimento Sustentável Estadual Ponta do Tubarão (ou ainda RDS Ponta do Tubarão) , localizada na praia de Diogo Lopes, foi criada pela lei estadual nº 8.349 de 18 de julho de 2003 e compreende um território com 12.960 hectares, abrangendo áreas dos municípios de Macau e Guamaré, no estado do Rio Grande do Norte.
A reserva tem a finalidade de preservar a biodiversidade do local e ao mesmo tempo assegurar as condições e os meios necessários para a melhoria e a manutenção da qualidade de vida das populações tradicionais. A unidade faz parte de um grupo de unidades de uso sustentável, constituindo-se na primeira Reserva de Uso Sustentável (RDS) do Rio Grande do Norte e a segunda instituída no Brasil.